# Bradley Soileau
Bradley Chedester Cabaness-Soileau, conocido simplemente como Bradley Soileau, es un modelo estadounidense, DJ, productor, y diseñador conocido por aparecer en los vídeos musicales de Lana Del Rey "Blue Jeans" (2012), "Born to Die" (2012), y "West Coast" (2014). Está inscrito en Next Models en Los Ángeles.

## Biografía
Bradley Soileau nació el 27 de marzo de 1986. A los 8 años empezó a tocar la guitarra, mientras que en su adolescencia, a la edad 13 practicaba skate boarding. Tiempo después descubrió el punk y el hard rock mencionando que como todos estaban cubiertos de tatuajes aquellos individuos fueron sus modelos a seguir y de esa forma se inició en el mundo del tatuaje.

## Vida personal
Es de origen francés, alemán, y español.
En abril de 2012, se casó con la cantante Porcelain Black.

## Imagen pública

### Tatuajes
Soileau es generalmente conocido por sus tatuajes. Tiene uno en su frente que dice "Guerra dentro de mi cabeza" el cual es una referencia a la canción "Guerra dentro de mi cabeza" de Suicidal Tendencies. Tiene las manos de un zombi rezando desde su sien hasta abajo de su oreja. También ha mencionado que la mayoría de sus tatuajes fueron hechos por sus amigos de ciudades como Colorado, Florida y Texas, mientras que otros se los hizo en diferentes tiendas cuando se encontraba en estado de ebriedad. En su paso por la cárcel también le hicieron varios tatuajes por parte de diferentes personas. 

## Arte

### Influencias
Soileau cita a Kanye West, Riccardo Tisci, Thom Browne, Siki Im, y Dominic Loui como sus inspiraciones. Su diseño de ropa ha llamado la atención de Kelly Conner de Vogue por su combinación única de estilos.

## Filmografía

### Vídeos musicales
| Año  | Título               | Artista         | Función              |
| ---- | -------------------- | --------------- | -------------------- |
| 2012 | "Born to Die"        | Lana Del Rey    | Interés amoroso      |
| 2012 | "Blue Jeans"         | Lana Del Rey    | Interés amoroso      |
| 2014 | "West Coast"         | Lana Del Rey    | Interés amoroso      |
| 2015 | "A Study in Duality" | Brooke Caramelo | Miembro de "Fag Mob" |